# العلاقات اللوكسمبورغية الميكرونيسية
العلاقات اللوكسمبورغية الميكرونيسية هي العلاقات الثنائية التي تجمع بين لوكسمبورغ وولايات ميكرونيسيا المتحدة.

## مقارنة بين البلدين
هذه مقارنة عامة ومرجعية للدولتين:
| وجه المقارنة                                              | لوكسمبورغ                                                     | ولايات ميكرونيسيا المتحدة |
| --------------------------------------------------------- | ------------------------------------------------------------- | ------------------------- |
| المساحة (كم2)                                             | 2.59 ألف                                                      | 702                       |
| عدد السكان (نسمة)                                         | 599.45 ألف                                                    | 105.54 ألف                |
| الكثافة السكانية (ن./كم²)                                 | 231.45                                                        | 15.03 ألف                 |
| العاصمة                                                   | لوكسمبورغ                                                     | باليكير                   |
| اللغة الرسمية                                             | اللغة اللوكسمبورغية، لغة فرنسية، اللغة الألمانية              | لغة إنجليزية              |
| العملة                                                    | يورو، فرنك لوكسمبورغ                                          | دولار أمريكي              |
| الناتج المحلي الإجمالي (بليون دولار)                      | 62.40 مليار                                                   | 336.43 مليون              |
| الناتج المحلي الإجمالي (تعادل القوة الشرائية) بليون دولار | 58.13 مليار                                                   | 365.27 مليون              |
| الناتج المحلي الإجمالي الاسمي للفرد دولار أمريكي          | 101.45 ألف                                                    | 3.02 ألف                  |
| الناتج المحلي الإجمالي للفرد دولار أمريكي                 | 101.93 ألف                                                    |                           |
| مؤشر التنمية البشرية                                      | 0.892                                                         | 0.640                     |
| رمز المكالمات الدولي                                      | +352                                                          | +691                      |
| رمز الإنترنت                                              | .lu                                                           | .fm                       |
| المنطقة الزمنية                                           | توقيت وسط أوروبا، ت ع م+01:00، ت ع م+02:00، أوروبا/لوكسمبورج ‏ |                           |

## منظمات دولية مشتركة
يشترك البلدان في عضوية مجموعة من المنظمات الدولية، منها:
| علم المنظمة | اسم المنظمة                               | تاريخ انضمام لوكسمبورغ | تاريخ انضمام ولايات ميكرونيسيا المتحدة |
| ----------- | ----------------------------------------- | ---------------------- | -------------------------------------- |
|             | منظمة حظر الأسلحة الكيميائية              | ?                      | ?                                      |
|             | البنك الدولي للإنشاء والتعمير             | 27 ديسمبر 1945         | 24 يونيو 1993                          |
|             | المركز الدولي لتسوية المنازعات الاستشارية | 29 أغسطس 1970          | 24 يوليو 1993                          |
|             | الأمم المتحدة                             | 24 أكتوبر 1945         | 17 سبتمبر 1991                         |
|             | بنك التنمية الآسيوي                       | 2003                   | 1990                                   |
|             | يونسكو                                    | 27 أكتوبر 1947         | 19 أكتوبر 1999                         |
|             | وكالة ضمان الاستثمار متعدد الأطراف        | 29 أغسطس 1991          | 11 أغسطس 1993                          |
|             | مؤسسة التنمية الدولية                     | 4 يونيو 1964           | 24 يونيو 1993                          |
|             | مؤسسة التمويل الدولية                     | 4 أكتوبر 1956          | 24 يونيو 1993                          |
|             | الاتحاد الدولي للاتصالات                  | 2 مارس 1866            | 18 مارس 1993                           |

## وصلات خارجية
- موقع وزارة الخارجية اللوكسمبورغية